# Lucie Arnaz
Lucie Arnaz est une actrice américaine née le 17 juillet 1951 à Hollywood.

## Biographie
Elle est la fille de l'acteur Desi Arnaz et de l'actrice Lucille Ball. Elle s'est mariée le 17 juillet 1971 (le jour de son 20e anniversaire) avec l'acteur Phil Vandervort, de qui elle divorca en 1977, puis s'est remariée en 1980 avec l'acteur Laurence Luckinbill, avec qui elle a eu trois enfants (Simon, Joseph et Katharine), elle a eu une relation amoureuse avec l'acteur Burt Reynolds.
Elle participe à la production du film Being the Ricardos (2021) d'Aaron Sorkin qui évoque ses parents.

## Filmographie
- 1967 : L'Extravagante Lucie (The Lucy Show), de Jack Donohue et Maury Thompson (série télévisée)
  - Lucy Is a Soda Jerk (1963)
  - Lucy Is a Chaperon (1963)
  - Lucy at Marineland (1965)
  - Lucy and the Ring-a-Ding-Ring (1966)
  - Lucy Gets Her Diploma (1967)
  - Lucy and Robert Goulet, de Jack Donohue (1967)
- 1972 : Le Sixième Sens (The Sixth Sense), d'Anthony Lawrence (série télévisée)
  - With This Ring, I Thee Kill! (1972)
- 1974 : Here's Lucy, de Milt Josefsberg et Ray Singer (série télévisée)
  - Lucy Fights the System (1974)
- 1975 : Docteur Marcus Welby (Marcus Welby, M.D.), de David Victor (série télévisée)
  - The Time Bomb (1975)
- 1975 : Le Daliah noir (Who Is the Black Dahlia?), de Joseph Pevney (TV)
- 1975 : Death Scream (en), de Richard T. Heffron (TV)
- 1977 : Billy Jack Goes to Washington, de Tom Laughlin
- 1978 : A Different Approach, de Fern Field (court-métrage)
- 1978 : L'Île fantastique (Fantasy Island), de Gene Levitt (série télévisée)
  - Reunion/Anniversary (1978)
- 1980 : The Jazz Singer, de Richard Fleischer
- 1980 : The Mating Season, de John Llewellyn Moxey (TV)
- 1982 : Washington Mistress, de Peter Levin (TV)
- 1983 : Second Thoughts, de Lawrence Turman
- 1985 : The Lucie Arnaz Show (en), d'Allen Baron (série télévisée)
- 1988 : Qui garde les amis ? (Who Gets the Friends?), de Lila Garrett (TV)
- 1988 : Arabesque (Murder, She Wrote), de Peter S. Fischer, Richard Levinson et William Link (série télévisée)
  - Wearing of the Green, de Seymour Robbie (1988)
- 1991 : Sons and Daughters, de Brad Buckner et Eugenie Ross-Leming (série télévisée)
- 1995 : The Wizard of Oz in Concert: Dreams Come True, de Louis J. Horvitz et Darrell Larson (TV)
- 1996 : Abduction of Innocence, de James A. Contner (TV)
- 2000 : In Love (Down to You), de Kris Isacsson
- 2003 : New York, police judiciaire (Law & Order), de Dick Wolf (série télévisée)
  - La Louve (B*tch) (2003)
- 2006 : Wild Seven, de James M. Hausler
- 2010 : The Pack, d'Alyssa Rasso Bennett
- 2012 : Henry & Me, de Barrett Esposito
- 2021 : Being the Ricardos d'Aaron Sorkin (productrice déléguée)

## Récompenses
- Nomination au Golden Globe Award : Meilleure actrice dans un second rôle en 1981 pour The Jazz Singer.